# Thomas Howard, III conte di Berkshire
Thomas Howard (14 novembre 1619 – 12 aprile 1706) è stato un nobile e politico inglese.

## Biografia
Era il figlio di Thomas Howard, I conte di Berkshire e della moglie Lady Elizabeth Cecil.
Rappresentò il Wallingford in Parlamento dal 1640 al 1646. 
Fu colonnello del reggimento della cavalleria reale nel 1643 e brigadiere. Nel 1661, dopo la Restaurazione inglese, fu compensato per la sua fedeltà alla corona con l'attribuzione dell'ufficio di Clerk of the Markets of the Household. 
Ereditò la contea di Berkshire dopo la morte senza figli di suo fratello Charles nel 1679. 
Alla sua morte nel 1706, gli succedette suo pronipote Henry Howard, che poi unì le contee di Suffolk e Berkshire.

## Ascendenza
|                                       |                                 |                                  | Genitori                                 |  |  | Nonni |  |  | Bisnonni                          |  |  | Trisnonni                         |  |
|                                       |                                 |                                  |                                          |  |  |       |  |  | Thomas Howard, IV duca di Norfolk |  |  | Henry Howard, III conte di Surrey |  |
|                                       |                                 |                                  |                                          |  |  |       |  |  | Thomas Howard, IV duca di Norfolk |  |  | Henry Howard, III conte di Surrey |  |
|                                       |                                 | Frances de Vere                  |                                          |  |  |       |  |  | Thomas Howard, IV duca di Norfolk |  |  |                                   |  |
| Thomas Howard, I conte di Suffolk     |                                 |                                  |                                          |  |  |       |  |  | Thomas Howard, IV duca di Norfolk |  |  |                                   |  |
|                                       |                                 | Margaret Audley                  | Thomas Audley, I barone Audley di Walden |  |  |       |  |  |                                   |  |  |                                   |  |
|                                       |                                 | Margaret Audley                  | Thomas Audley, I barone Audley di Walden |  |  |       |  |  |                                   |  |  |                                   |  |
|                                       |                                 | Margaret Audley                  | Elizabeth Grey                           |  |  |       |  |  |                                   |  |  |                                   |  |
| Thomas Howard, I conte di Berkshire   |                                 | Margaret Audley                  |                                          |  |  |       |  |  |                                   |  |  |                                   |  |
|                                       |                                 | Henry Knyvett                    | Henry Knyvett                            |  |  |       |  |  |                                   |  |  |                                   |  |
|                                       |                                 | Henry Knyvett                    | Henry Knyvett                            |  |  |       |  |  |                                   |  |  |                                   |  |
|                                       |                                 | Henry Knyvett                    | Anne Pickering                           |  |  |       |  |  |                                   |  |  |                                   |  |
| Katherine Knyvett                     |                                 | Henry Knyvett                    |                                          |  |  |       |  |  |                                   |  |  |                                   |  |
|                                       |                                 | Elizabeth Stumpe                 | James Stumpe                             |  |  |       |  |  |                                   |  |  |                                   |  |
|                                       |                                 | Elizabeth Stumpe                 | James Stumpe                             |  |  |       |  |  |                                   |  |  |                                   |  |
|                                       |                                 | Elizabeth Stumpe                 | Bridget Bayntun                          |  |  |       |  |  |                                   |  |  |                                   |  |
| Thomas Howard, III conte di Berkshire |                                 | Elizabeth Stumpe                 |                                          |  |  |       |  |  |                                   |  |  |                                   |  |
|                                       | Thomas Cecil, I conte di Exeter | William Cecil, I barone Burghley |                                          |  |  |       |  |  |                                   |  |  |                                   |  |
|                                       | Thomas Cecil, I conte di Exeter | William Cecil, I barone Burghley |                                          |  |  |       |  |  |                                   |  |  |                                   |  |
|                                       | Thomas Cecil, I conte di Exeter | Mary Cheke                       |                                          |  |  |       |  |  |                                   |  |  |                                   |  |
| William Cecil, II conte di Exeter     | Thomas Cecil, I conte di Exeter |                                  |                                          |  |  |       |  |  |                                   |  |  |                                   |  |
|                                       |                                 | Dorothy Neville                  | John Neville, IV barone Latimer          |  |  |       |  |  |                                   |  |  |                                   |  |
|                                       |                                 | Dorothy Neville                  | John Neville, IV barone Latimer          |  |  |       |  |  |                                   |  |  |                                   |  |
|                                       |                                 | Dorothy Neville                  | Lucy Somerset                            |  |  |       |  |  |                                   |  |  |                                   |  |
| Elizabeth Cecil                       |                                 | Dorothy Neville                  |                                          |  |  |       |  |  |                                   |  |  |                                   |  |
|                                       |                                 | William Drury                    | Robert Drury                             |  |  |       |  |  |                                   |  |  |                                   |  |
|                                       |                                 | William Drury                    | Robert Drury                             |  |  |       |  |  |                                   |  |  |                                   |  |
|                                       |                                 | William Drury                    | Ethelreda Rich                           |  |  |       |  |  |                                   |  |  |                                   |  |
| Elizabeth Drury                       |                                 | William Drury                    |                                          |  |  |       |  |  |                                   |  |  |                                   |  |
|                                       |                                 | Elizabeth Stafford               | William Stafford                         |  |  |       |  |  |                                   |  |  |                                   |  |
|                                       |                                 | Elizabeth Stafford               | William Stafford                         |  |  |       |  |  |                                   |  |  |                                   |  |
|                                       |                                 | Elizabeth Stafford               | Dorothy Stafford                         |  |  |       |  |  |                                   |  |  |                                   |  |
|                                       |                                 | Elizabeth Stafford               |                                          |  |  |       |  |  |                                   |  |  |                                   |  |